# Albert Dam
(Niels) Albert Dam (født 19. oktober 1880 i Virring ved Skanderborg, død 24. maj 1972 i Silkeborg) var en dansk forfatter.
Han var født Jensen, men tog i 1901 navneforandring til Dam. I 1900 blev han student fra Horsens Lærde Skole. Han studerede historie, filosofi og tysk ved universitetet, men opgav pga. sygdom. Fra 1914 til 1937 drev han et konditori i Kjellerup sammen med sin anden kone, Jonna Marie Kristensen. Han arbejdede desuden som landmand.
Albert Dam debuterede i 1905 med novellen Slud. I årene omkring 1. verdenskrig skrev han kritiske artikler om fængselsvæsenet. Romanen Saa' kom det ny brødkorn fra 1934 er et hovedværk i dansk prosa med sit særprægede sprog, klare sanseopfattelser, rige associationer og en modernistisk stil. Hans forfatterskab blev ikke bemærket så meget af kritikerne i samtiden, men mod slutningen af karrieren fik han adskillige priser. Efter hans død fik flere yngre forfattere interesse for Albert Dam ; bl.a. har Vagn Lundbye og Per Højholt beskæftiget sig med ham. Dam er også blevet kaldt en forfatternes forfatter.
Albert Dam indgår i en længere linje i dansk litteraturhistorie, der med rødder i bondesamfundet skriver modernistisk eller avantgardistisk. Motiverne i forfatterskabet er gennemgående bondelivet og hans indtryk fra en barndom som hyrdedreng. Det gamle bondesamfund er et råmateriale som bruges til at fortælle Dams historie om kosmos, hvor begreberne drift og "higen" er centrale i alle mennesker og ting. Menneskenes handlinger skildres nøgterne, som de er, i deres gru eller lyst, men med megen subtil psykologisk dybde.

## Udvalgt bibliografi
- Mellem de to søer (1906)
- Det bevingede hjul (1908)
- Saa' kom det ny brødkorn (1934)
- Jomfruen og soldaten (1951)
- Dag saa lang (1954)
- Morfars by (1956)
- Syv skilderier (1962)
- Menneskelinien - elleve skilderier (1965)
- Menneskekår - afsluttende skilderier (1967)
- Elleve rids (1968)
- Min moder og hendes sønner (1970)
- Bort fra fængselsstraffene, samling af Dams artikler om straffesystemet (udgivet 1988)
- Så kom det ny brødkorn (2015)